# Laggarebosjön (Lekeryds socken, Småland)
Laggarebosjön är en sjö i Jönköpings kommun i Småland och ingår i Motala ströms huvudavrinningsområde. Sjön har en area på 0,214 kvadratkilometer och ligger 212 meter över havet. Sjön avvattnas av vattendraget Motala Ström.

## Delavrinningsområde
Laggarebosjön ingår i det delavrinningsområde (640421-141344) som SMHI kallar för Nedlagd mätstation. Medelhöjden är 225 meter över havet och ytan är 13,45 kvadratkilometer. Räknas de 46 delavrinningsområdena uppströms in blir den ackumulerade arean 598,7 kvadratkilometer. Delavrinningsområdets utflöde Motala Ström mynnar i havet. Delavrinningsområdet består mestadels av skog (56 procent), jordbruk (16 procent) och sankmarker (17 procent). Avrinningsområdet har 0,21 kvadratkilometer vattenytor vilket ger avrinningsområdet en sjöprocent på 1,6 procent.